# Râle des Chatham
Cabalus modestus
Espèce
Statut de conservation UICN

 EX  : Éteint
Le Râle des Chatham (Caballus modestus) est une espèce d'oiseaux aujourd'hui disparue qui était endémique des îles Chatham, Mangere et Pitt (Nouvelle-Zélande). Il fut découvert en 1871. 26 spécimens sont aujourd'hui conservés. Sa disparition fut rapide à la fin du XIXe siècle à la suite de l'introduction de rats et de chats mais aussi de la destruction de son habitat et du pâturage.